# FFESSM
FFESSM (Fédération Française d'Etudes et de Sport Sous-Marins) este principala organizație de profil cu caracter național din Franța. Federația a fost formată în anul 1955, prin unirea a altor două federații: Fédération des sociétés de pêche à la nage et d'études sous-marines și Fédération des activités sous-marines, ambele înființate în anul 1948.
FFESSM are în prezent peste 160 000 membri, este formată din 2200 cluburi și este unul dintre membrii fondatori ai CMAS (Confédération Mondiale des Activités Subaquatiques). 

## Organizare
FFESSM gestionează un număr de 14 activități subacvatice prin intermediul unor comisii naționale, fiecărei activități corespunzându-i o comisie specializată:
- tehnică (scufundare cu aparat autonom de respirat sub apă): este cea mai importantă comisie, reglementează un număr de 5 nivele de brevetare pentru scafandrii și 4 pentru instructori
- medicală: accidente de scufundare, examenul medical, controlul medical periodic
- scufundare liberă
- mediu și biologie submarină
- fotografiere și filmare subacvatică
- arheologie subacvatică
- scufundare în peșteri
- hochei subacvatic
- riverboarding (surfing pe râuri sau hydrospeed)
- înot cu labele
- orientare subacvatică
- vânătoare subacvatică
- tir subacvatic
- juridică: legislație specifică

## Președinții FFESSM
- Președinte de onoare: Jacques-Yves Cousteau
- Președinte fondator: Jean Flavien Borelli (1955-1956)
- Elie Ferat (1956-1965)
- Jacques Dumas (1965-1968 and 1972-1977)
- Henry Ducommun (1968-1972)
- Pierre Perraud (1977-1980)
- Bernard Dargaud (1980-1993)
- Francis Imbert (1993-2001)
- Roland Blanc (2001- prezent)